# Синельников, Николай Петрович
Никола́й Петро́вич Сине́льников (25 сентября [7 октября] 1805—4 [16] октября 1892, Харьков) — генерал от кавалерии русской императорской армии, позднее сенатор. В 1852—1859 гг. глава ряда губерний, в 1871—1874 гг. генерал-губернатор Восточной Сибири.

## Биография
Был младшим из трёх сыновей в семье военного. Окончил курс во Втором кадетском корпусе (1817—1823). Служил в военных новгородских поселениях. Отличился во время Польской кампании и при взятии Варшавы. В 1841 году был произведён в полковники; в 1851 году произведён в генерал-майоры и, оставив военную службу, был причислен к министерству внутренних дел.
С 1852 года по 1859 год он последовательно был губернатором Владимирской, Волынской, Московской и Воронежской губерний. Энергичный, неподкупный, справедливый, грозный бич взяточничества, он всюду успевал в короткое время многое сделать для вверенных ему губерний, особенно со стороны внешнего благоустройства. Общественные сады, театры, мосты, памятники и т. п. устраивались им в каждом городе. Немало также забот прилагал он к облегчению положения крепостных крестьян и к обузданию своевольства помещиков.
В 1860—1863 годы он состоял генерал-интендантом Первой армии, расположенной в Царстве Польском, затем устраивал окружные интендантства в Варшавском, Виленском и Киевском военных округах. В 1860 году он был произведён в генерал-лейтенанты, а в 1863 году назначен главноуправляющим всеми тюрьмами России (много способствовал облегчению участи заключённых, особенно интеллигентных поляков). С 1867 года — сенатор. В 1868 году активно участвовал в борьбе с голодом в северных губерниях России, за что был награждён орденом Св. Александра Невского.
В 1871 году назначен генерал-губернатором Восточной Сибири. Три года, проведённых им здесь, ознаменовались прежде всего борьбою с «тёмными поборами», производимыми сибирским чиновничеством, улучшением крестьянского землевладения и земледелия, устройством сельских школ, улучшением быта ссыльнокаторжных, которых он первый разрешил посылать на частные прииски на правах вольных рабочих, устройством в Иркутске воспитательного дома, благородного собрания, общественного сада, театра и пр.
В январе 1874 года он отбыл в Петербург, где в последующие годы жил на почётном отдыхе, числясь неприсутствующим сенатором. Скончался в Харькове и похоронен в Петербурге на Смоленском лютеранском кладбище в той же могиле, где четверть века до этого была похоронена его первая жена. В «Историческом вестнике» за 1895 год (тома 59, 60 и 61) напечатаны его «Записки», охватывающие почти полстолетия (до 1875 года).
- Прапорщик (01.05.1823)
- Подпоручик (04.06.1826)
- Поручик (30.08.1827)
- Штабс-капитан (07.09.1831)
- Поручик гвардии (09.01.1832)
- Штабс-капитан (01.01.1834)
- Капитан (08.11.1837)
- Подполковник (13.05.1841)
- Полковник (19.04.1842)
- Генерал-майор (06.12.1851)
- Генерал-лейтенант (23.08.1861)
- Генерал от кавалерии (01.05.1873)

российские награды:
- Орден Святой Анны 4-й ст. (1831)
- Орден Святого Владимира 4-й ст. (1838)
- Знак отличия за XV лет беспорочной службы (1839)
- Орден Святого Станислава 2-й ст. (1839)
- Знак отличия за XX лет беспорочной службы (1844)
- Орден Святой Анны 2-й ст. (1847)
- Орден Святого Георгия 4-й ст. за 25 лет службы (1847)
- Императорская корона к ордену Святой Анны 2-й ст. (1847)
- Орден Святого Владимира 3-й ст. (1848)
- Знак отличия за XXV лет беспорочной службы (1849)
- Бриллиантовый перстень с вензелем Высочайшего Имени (1850)
- Орден Святого Станислава 1-й ст. (1854)
- Орден Святой Анны 1-й ст. (1856)
- Знак отличия за XXX лет беспорочной службы (1858)
- Орден Святого Владимира 2-й ст. (1859)
- Орден Белого Орла (1865)
- Орден Святого Александра Невского (1869)
- Знак отличия за XL лет беспорочной службы (1869)
- Знак отличия за L лет беспорочной службы (1876)

иностранные награды:
- Прусский Орден Красного Орла 2-й ст. со звездой (1860)

## Память
- Почётный гражданин города Иркутска (1875)
- В честь Н. П. Синельникова названа улица в Хабаровске.
- В честь Н. П. Синельникова возрождено (в 2015) название улицы в Житомире (Украина)

## Семья
Первая жена — София Лаврентьевна Варнек (1803—1867), евангелистического вероисповедания. По словам современника, супруги Синельниковы жили скромно, и их вечеринки по средам носили семейно-патриархальный характер. Скончалась в Висбадене, была похоронена в Петербурге на Смоленском лютеранском кладбище. Дети:
- Аделаида (Еликонида, 1829—1868[6]); с 1857 года — жена своего кузена Н. А. Варнека.
- Виктор (род. 1.01.1834)
- Лариса (род. 12.12.1834)
- Анатолий (род. 17.08.1837)
- Лидия (1838—14.08.1855), умерла внезапно от апоплексического удара, похоронена на городском кладбище в Висбадене[7].

Вторая жена (с 1871) — Софья Фёдоровна Григорьева (?—1895).